# You Learn (Takida sang)
"You Learn" er en sang af det svensk rockband Takida. Den blev udgivet som den tredje single fra deres fjerde studiealbum The Burning Heart i november 2011.

## Hitlister
Sangen kom ind på den svenske Top 60 som nummer 52 den 4. november, og toppede som nummer 5 den 7. januar 2012. Den tilbragte 29 uger på hitlisten which makes it the second Takida's longest running single in the chart.
| Hitliste          | Højeste Placering | Certificering | Salgstal |
| ----------------- | ----------------- | ------------- | -------- |
| Sverigetopplistan | 5                 | 3x Platin     | -        |